# Megaselia perdita
Megaselia perdita är en tvåvingeart som först beskrevs av Malloch 1912.  Megaselia perdita ingår i släktet Megaselia och familjen puckelflugor. Inga underarter finns listade i Catalogue of Life.